# Prunus persica var. nucipersica
Nectarinier, Brugnonier
Variété
Classification phylogénétique
Le Nectarinier et le Brugnonier (Prunus persica var. nucipersica) sont des variétés de pêchers. Ils produisent respectivement  les fruits du nom de nectarine et de brugnon.

## Origine
Comme sa cousine la pêche, la nectarine est probablement originaire de Chine.
En 1630, six variétés de nectarine sont cultivées en Angleterre. Les Espagnols l'introduiront aux États-Unis en 1722 et elle se multipliera au point que les botanistes croiront qu'il s'agit d'une espèce locale. Sa culture se répandra tout particulièrement en Californie, où l'on en dénombre plus de 150 variétés obtenues par hybridation et sélection. Les États-Unis sont aujourd'hui les plus grands producteurs au monde, tant de la pêche que de la nectarine. Ce fruit est revenu à la mode en Europe après la Seconde Guerre mondiale.

## Évolution
Darwin a constaté qu'il arrive que quelques nectarines poussent naturellement sur un pêcher. Il en a conclu que la pêche aurait été initialement privé de duvet puis aurait évolué vers l'aspect duveteux qu'on connait aujourd'hui pour se protéger des éléments extérieurs (vent, soleil, insecte, champignons). Cette évolution vers un fruit plus résistant aurait ainsi peu à peu remplacé la version lisse.

## Différence entre brugnon et nectarine
Les deux mots ont longtemps été synonymes, brugnon étant utilisé en français, tandis que nectarine venait de l'anglais. En anglais, seul le terme nectarine existe.
Actuellement, le terme brugnon est utilisé lorsque le noyau adhère à la chair, tandis que le terme nectarine est utilisé lorsque le noyau est libre,.